# Майк Пенс
Майкл Річард «Майк» Пенс (англ. Michael Richard «Mike» Pence; 7 червня 1959, Колумбус, Індіана) — американський державний діяч та адвокат, 48-й Віцепрезидент США з 20 січня 2017 року до 20 січня 2021 року. З 2013 до 2017 був 50-м губернатором Індіани та членом Республіканської партії.

## Біографія

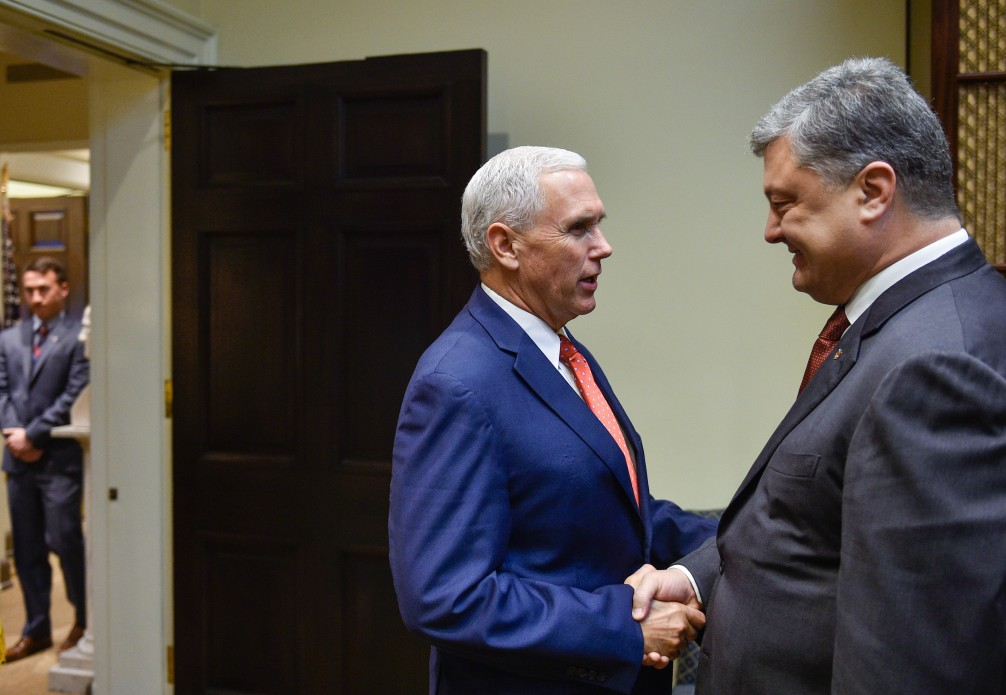
Майк Пенс і президент України Петро Порошенко, 2017

Пенс народився та виріс у Колумбусі, Індіана, і є молодшим братом представника палати США, Джорджа Пенса.
У 1981 році закінчив Гановерський коледж, отримав диплом юриста в Університеті Індіани у 1986 році.
У 1988 і 1990 року невдало балотувався на виборах до Конгресу. Потім він працював телеведучим. Член Палати представників США від республіканської партії з 2001 по 2013 роки. Пенс позиціював себе як принциповий ідеолог і прихильник руху чаювання, зазначивши, що він «є християнином, консерватором і республіканцем в такому порядку».
Ставши губернатором штату Індіана в січні 2013 року, Пенс ініціював велике зниження податків в історії цього штату. Він підписав законопроєкти, спрямовані на обмеження абортів, в тому числі один, який забороняв аборти, якщо причиною для здійснення цієї процедури була раса, стать або інвалідність плоду.
Пенс народився в католицькій ірландській родині, але зараз є євангельським християнином. Дотримується консервативних поглядів, підтримує консервативний Рух Чаювання. Він і його дружина Карен мають троє дітей.

### Президентська кампанія 2016
14 липня 2016, кандидат в Президенти США Дональд Трамп оголосив про вибір Майка Пенса кандидатом у віцепрезиденти від Республіканської партії. Після цього Пенс закінчив свою кампанію з переобрання на посаду губернатора Індіани і балотувався тільки на посаду віцепрезидента.
З'їзд Республіканської партії, що пройшов 18-21 липня 2016 року, затвердив Дональда Трампа офіційним кандидатом в президенти США, а Майкл Пенс був затверджений з'їздом офіційним кандидатом від республіканців у віцепрезиденти США.
Стосовно здібностей Пенса казати неправду, 'фактчекери' (англ. factchecker — експерт, що встановлює правду, говорить людина чи бреше) під час президентської кампанії 2016 зазначали, що Пенс багато разів заперечував, що він або Дональд Трамп робили в минулому заяви з цілої низки питань, незважаючи на те, що ці слова звучали в телеетері.
8 листопада 2016 року, Пенс був обраний віцепрезидентом, після того, як він вийшов зі своєї губернаторської передвиборчої кампанії в липні, щоб стати віцепрезидентом свого напарника від Республіканської партії в президенти Дональда Трампа, який здобув перемогу на президентських виборах.

### Президентська кампанія 2024
6 червня 2023 року Майк Пенс оголосив, що балотуватиметься на посаду президента, розпочавши боротьбу за номінацію від Республіканської партії. Він також заявив, що прагне повернути Америку до консервативних цінностей.
28 жовтня 2023 року, згідно повідомлення інформаційного агентства Associated Press, Майк Пенс вирішив зняти свою кандидатуру на пост президента США від Республіканської партії, завершивши свою передвиборчу кампанію. Як повідомлялося, йому було важко зібрати гроші та отримати популярність.

### Політика щодо України
В ексклюзивному інтерв'ю телеканалу NBC News 24 лютого 2023 року, відповідаючи на запитання кореспондентки Алі Віталі стосовно попередніх заяв про підтримку України до перемоги, Майк Пенс зазначив, що перемога України — це те як її визначає народ України, а також що Сполученим Штатам Америки потрібно підтримувати президента Зеленського і відважних військових України до перемоги і що в жодному разі не можна відмовлятися від цієї підтримки. Він додав, що у річницю повномасштабного вторгнення народ України а також Володимир Путін повинні знати, що Сполучені Штати Америки продовжуватимуть надавати підтримку Україні і впливатимуть на економіку Росії щоб Україна перемогла і був відновлений мир. Майк Пенс зазначив, що ніхто не має ілюзій, що Володимир Путін зупиниться на західному кордоні України і тому Сполучені Штати Америки повинні продовжувати надавати військову допомогу Україні. В цьому питанні, відповідно до Пенса, Сполученим Штатам Америки потрібно не тільки демонструвати силу, але й зробити це швидко — шляхом збільшення постачання озброєнь Україні — і це буде найшвидшим шляхом досягнення миру та безпеки в Україні.
Відповідаючи на запитання про заяви деяких республіканців щодо необхідності припинення допомоги Україні, Пенс зазначив, що в інтересах Сполучених Штатів Америки підтримати тих, хто опирається російському вторгненню так само як це було під час адміністрації Рональда Рейгана. Подібно до доктрини Рейгана, Сполученим Штатам Америки потрібно надавати допомогу всім хто бажає захищати свою свободу.
29 червня 2023 року Майк Пенс зробив несподіваний візит в Київ, під час якого він зробив низку заяв про підтримку України, зокрема він зазначив, що «я знаходжусь тут, тому що важливо, щоб американський народ розумів прогрес, якого ми досягли, і наскільки підтримка українських військових відповідає нашим національним інтересам».